# Jubba Airways
Jubba Airways — авіакомпанія Сомалі, штаб-квартира якої розташовується в Могадішо — столиці країни.

## Історія
Авіакомпанія була заснована в 1998 році двома сомалійськими підприємцями.
На поточний момент, крім офісу в Могадішо, компанія має філіали в інших містах Сомалі, а також в Джибуті, ОАЕ, Саудівській Аравії, Уганді.
Має дочірню компанію в Кенії (ІКАО-код — JBW).

## Флот
За станом на 11 листопада 2018 року флот авіакомпанії складався з Airbus A320-200, Airbus A321-100, двох Boeing 737-200 та трьох Fokker F50/F60, у цілому 7 бортів. 